# لامبورگینی تمراریو
لامبورگینی تمراریو (نام کد 634) یک خودروی اسپورت است که در ۱۶ اوت ۲۰۲۴ توسط سازنده خودرو ایتالیایی لامبورگینی معرفی شد و جایگزین اوراکان شد. تمراریو نخستین نمونه از زمان لامبورگینی جالپا ۱۹۸۱ یک مدل وی۸ موتور وسط لامبورگینی است. این نخستین خودروی اسپورت لامبورگینی توربوشارژ است.

## نام
استفان وینکلمان، مدیر عامل لامبورگینی، مطابق با سنت لامبورگینی که مدل‌های خودرو را به نام گاوهای وحشی معروف نامگذاری می‌کند، اظهار داشت که «Temerario نام گاو مبارزی است که در سال ۱۸۷۵ جنگید و Temerario به معنای خشن و شجاع است.»

## موتورها
موتور وی۸ طولی تخت ۷۳۰ نیوتن متر (۴۰۰۰–۷۰۰۰ دور در دقیقه) و ۸۰۰ اسب بخار (۵۸۸ کیلووات) (۹۰۰۰–۹۷۵۰ دور در دقیقه) با ردلاین ۱۰۰۰۰ دور در دقیقه تولید می‌کند. موتور الکتریکی بین موتور و جعبه‌دنده دارای ۳۰۰ نیوتن متر و ۱۱۰ کیلووات (۱۵۰ اسب بخار) در ۳۵۰۰ دور در دقیقه است. دو موتور الکتریکی دیگر در محور جلو وجود دارد. توان خروجی ترکیبی ۹۰۷ اسب بخار (۹۲۰ اسب بخار، ۶۷۷ کیلووات) است.

## جعبه‌دنده
تمراریو از یک نسخه اقتباس شده از انتقال رئولتو استفاده خواهد کرد. جعبه‌دنده به‌صورت عرضی و پشت موتور نصب شده است.